# 法列米奇
50°48′12″N 24°22′7″E / 50.80333°N 24.36861°E
法列米奇（烏克蘭語：Фалемичі）是烏克蘭西北部的村莊，隸屬沃倫州的沃洛德米爾區。該村始建於1156年，面積7.2平方公里，海拔高度184米，2001年人口231，人口密度每平方公里32.08人。